# Gulfport (Mississippi)
Gulfport er hovedstad i den amerikanske delstat Mississippi. I 2000 havde byen 71.127 indbyggere. Byen er administrativt centrum i det amerikanske county Harrison County.

## Ekstern henvisning
- Gulfports hjemmeside (engelsk) Arkiveret 22. april 2008 hos  Wayback Machine

30°22′03″N 89°05′34″V / 30.36742°N 89.09281°V